# لو پولسن
لو پولسن (انگلیسی: Lív Poulsen؛ زادهٔ ۲۰ مارس ۱۹۹۷) بازیکن فوتبال اهل دانمارک است.
از باشگاه‌هایی که در آن بازی کرده‌است می‌توان به اشاره کرد.
وی همچنین در تیم‌های ملی فوتبال Faroe Islands women's national under-17 football team, Faroe Islands women's national under-19 football team، و زنان جزایر فارو بازی کرده‌است.